# Włada Roslakowa
Włada Roslakowa (ros. Влада Рослякова), właśc.  Jelena Władimirowna Roslakowa (ros. Елена Владимировна Рослякова, ur. 8 lipca 1987 roku w Omsku) – rosyjska modelka, jedna z najpopularniejszych modelek rosyjskich.
Rozpoczynając karierę modelki zmieniła imię z Jelena na Włada, by nie być myloną z inną rosyjska modelką Jeleną Rosenkową. Imię Włada to żeńska wersja imienia jej ojca Władimira.Karierę rozpoczęła w Rosji, później przeniosła się do Tokio. W Nowym Jorku została modelką bardzo znanych projektantów. Znana jest z charakterystycznego kroku i lalkowatych kreacji.
Wystąpiła w wielu światowych pokazach mody takich sław jak Karl Lagerfeld, Dolce & Gabbana, D&G, Prada, Lanvin, Dior, John Galliano, Fendi, Gucci, Pucci i wielu innych. 
Jej hobby to psychologia, książki, muzyka klubowa. Stała się tzw. "muzą" Christiana Lacroix.